# Ховалыг, Владислав Товарищтайович
Владислав Товарищтайович Ховалыг (тув. Владислав Товарищтай оглу Ховалыг; род. 24 декабря 1967, Тээли, Тувинская АССР) — российский государственный деятель. Глава Республики Тыва с 28 сентября 2021 (врио 7 апреля — 28 сентября 2021). Член Всероссийской политической партии «Единая Россия».
Министр земельных и имущественных отношений Республики Тыва (2007—2008). Глава города Кызыла (30 июля 2008 — 1 ноября 2018).

## Биография
Родился в селе Тээли Тувинской АССР 24 декабря 1967 года.
В 1986—1988 годах проходил срочную службу в рядах Вооружённых силах СССР. В 1988 году начал трудовой путь рабочим на Шагонарском райпромкомбинате.
В 1992 году окончил Красноярский государственный университет по специальности «юриспруденция», в 2006 году — Российскую академию государственной службы при Президенте России по специальности «Антикризисное управление».
После окончания университета начал работать в органах власти, став главным специалистом по правовым вопросам Государственного комитета по имуществу Республики Тува. Депутат Хурала представителей г. Кызыла.
Затем, с 1994 по 2004 годы, возглавлял территориальный орган Федеральной службы Российской Федерации по финансовому оздоровлению и банкротству в Туве. В дальнейшем перешёл на работу в Министерство финансов Республики Тува, где последовательно занимал должности начальника отдела и начальника департамента.
С апреля 2007 по июль 2008 года — министр земельных и имущественных отношений Республики Тува.
30 июля 2008 года возглавил городскую администрацию Кызыла в качестве главы города. На этом посту отработал два срока. 1 ноября 2018 года передал свои полномочия мэра Кариму Сагаан-оолу.
С 9 ноября 2018 по 7 апреля 2021 года — генеральный директор компании «Тываэнергосбыт».

## Глава Республики Тыва
7 апреля 2021 года Президент России Владимир Путин подписал указ о назначении Ховалыга временно исполняющим обязанности главы Республики Тува вместо ушедшего в отставку Шолбана Кара-оола.
20 июня 2021 года региональное отделение партии «Единая Россия» выдвинула кандидатуру Ховалыга для участия в выборах главы республики 19 сентября. Выиграл выборы, вступил в должность 28 сентября 2021.

## Санкции
24 февраля 2023 года Госдепом США Ховалыг включён в санкционный список лиц причастных к «осуществлению российских операций и агрессии в отношении Украины, а также к незаконному управлению оккупированными украинскими территориями в интересах РФ», в частности за «призыв граждан на войну в Украине».
1 апреля 2023 года внесён в санкционный список Украины как «глава государственного органа, осуществлявший поддержку/поощрение/публичное одобрение политики РФ, направленной на проведение военных действия и геноцид гражданского населения на Украине».

## Семья
Женат, имеет двоих детей.

## Классный чин
- Советник государственной гражданской службы Российской Федерации 1-го класса[15]

## Награды
- Орден Дружбы (28 ноября 2022 года) — за большой вклад в социально-экономическое развитие Республики Тыва[16].
- Благодарственное письмо президента Российской Федерации (2012), почётная грамота главы Республики Тува (2013, 2018), медаль «За вклад в развитие города Кызыла» (2017) и другими наградами[17].